# 威廉斯菲爾德 (伊利諾伊州)
威廉斯菲爾德（英語：Williamsfield）是位於美國伊利諾伊州諾克斯縣的一個村落。

## 地理
威廉斯菲爾德的座標為40°55′26″N 90°01′03″W / 40.92389°N 90.01750°W，而該地最高點為海拔高度215米（即705英尺）。

## 人口
根據2010年美國人口普查的數據，威廉斯菲爾德的面積為3.29平方千米，當中陸地面積為3.29平方千米，而水域面積為0.00平方千米。當地共有人口578人，而人口密度為每平方千米175人。